# Jiří Brož
Jiří Brož (19. prosince 1933 Brno – 8. září 2019 Brno) byl český divadelní a televizní herec a dabér.

## Život
Jiří Brož se narodil 19. prosince 1933 v Brně. V roce 1956 vystudoval činoherní herectví na Divadelní fakultě Janáčkovy akademie múzických umění v Brně. Své působení započal v Českém Těšíně (1957–1958), ale už v roce 1958 nastoupil do Státního divadla v Brně, kde byl členem zpěvohry. Zde byl jedním z nejobsazovanějších herců a často vystupoval v hlavních rolích. Rovněž byl velmi činný v rozhlase a dabingu. Díky svým hereckým schopnostem, sympatickému hlasu a vypravěčskému přednesu byl Jiří Brož jedním z nejobsazovanějších herců v rozhlase i dabingu. Daboval například postavu Chrise Adamse (Yul Brynner) v Sedmi statečných nebo vypravěče ve Smolíkových.
Na počátku 90. let Jiří Brož odešel do penze. Zanechal herectví, ale stále se věnoval rozhlasu a především dabingu (až do roku 2010). V 90. letech, kdy existovalo brněnské dabingové studio Davay, byl obzvlášť dabingově činný. V roce 2009 obdržel Cenu Františka Filipovského za celoživotní mistrovství v dabingu.
Jako herec se Jiří Brož ve filmu příliš často neobjevoval. Debutoval ve filmu Vina Vladimíra Olmera z roku 1956 v roli podvodníka Emila. Dále účinkoval například ve filmech a seriálech Náš dědek Josef, Hříšní lidé města brněnského nebo Stopy zločinu.